# 杰克·贝雷斯福德
杰克·贝雷斯福德（英語：Jack Beresford，1899年1月1日—1977年12月3日），英国男子赛艇运动员。他曾代表英国参加1920年、1924年、1928年、1932年和1936年夏季奥林匹克运动会赛艇比赛，获得三枚金牌和二枚银牌。